# Коротычанский поселковый совет
Коротича́нский либо  Коротыча́нский поселко́вый сове́т до 2020 года входил в состав Харьковского района Харьковской области Украины.
Административный центр поселкового совета находился в пгт Коротич.

## История
- 1921, согласно сайту ВРУ — дата образования Коротичанского сельского Совета депутатов трудящихся в составе Харьковского уезда Харьковской губернии Украинской Советской Социалистической Республики.
- С 1923 года — в составе Харьковского округа, с 1932 — Харьковской области УССР.
- 1938 — совет стал из сельского поселковым одновременно с получением Коротичем статуса посёлок городского типа (пгт).
- Осень 2020 — после 17 июля 2020 в рамках административно-территориальной реформы по новому делению Харьковской области[3][4] данный поссовет был ликвидирован; входящие в него населённые пункты и его территории присоединены в полном составе к Песочинской территориальной поселковой общине[5] как «староство».

## Населённые пункты совета
- посёлок городского типа Коро́тич (либо Коро́тыч)
- посёлок Но́вый Коро́тич[1][6][7][8][9][10][11] (до 2016 — Коммуна́р)
- село Ста́рая Моско́вка